# 1922 în științifico-fantastic
- 1921 în științifico-fantastic — 1922 în științifico-fantastic — 1923 în științifico-fantastic

1922 în științifico-fantastic a implicat o serie de evenimente:

## Nașteri și decese

### Nașteri
- Carl Amery (d. 2005)
- Țvetan Angelov (Цветан Ангелов, d. 1982)
- Kingsley Amis (d. 1995)
- Wolf D. Brennecke (d. 2002)
- John Burke (d. 2011)
- Curtis Casewit (d. 2002)
- John Christopher, Pseudonimul lui Samuel Youd (d. 2012)
- Czesław Chruszczewski (d. 1982)
- Hal Clement, Pseudonimul lui Harry Clement Stubbs (d. 2003)
- G. C. Edmondson (d. 1995)
- Gyula Fekete (d. 2010)
- Frank Kelly Freas (d. 2005)
- Franz Fühmann (d. 1984)
- George Hay (d. 1997)
- Adam Hollanek (d. 1998)
- Marco Janus, Pseudonimul lui Horst Zahlten (d. 1978)
- Damon Knight (d. 2002)
- Gottfried Kolditz (d. 1982)
- Boy Lornsen (d. 1995)
- Liviu Macoveanu (d, 1997, București)
- Wilhelm Meissel (d. 2012)
- Peter Norden
- Walt Richmond (d. 1977)
- André Ruellan (d. 2016)
- Evelyn E. Smith (d. 2000)
- George H. Smith (d. 1996)
- Rolf Ulrici (d. 1997)
- Kurt Vonnegut (d. 2007)
- Stefan Wul (d. 2003)
- Horst Zahlten (d. 1978)

### Decese
- Friedrich Eduard Bilz (n. 1842)
- Wilhelm Bode (n. 1862)
- Julius Gans von Ludassy (n. 1858)
- Leopold Heller (n. 1853)
- William Henry Hudson (n. 1841)
- Walther Rathenau (n. 1867)
- Alexander Reichardt (n. 1858)
- Paul Thiem (n. 1858)
- August Hoffmann von Vestenhof (n. 1848)
- Rosa Voigt (n. 1837)
- Hermann Wölfle (n. 1848)

## Cărți

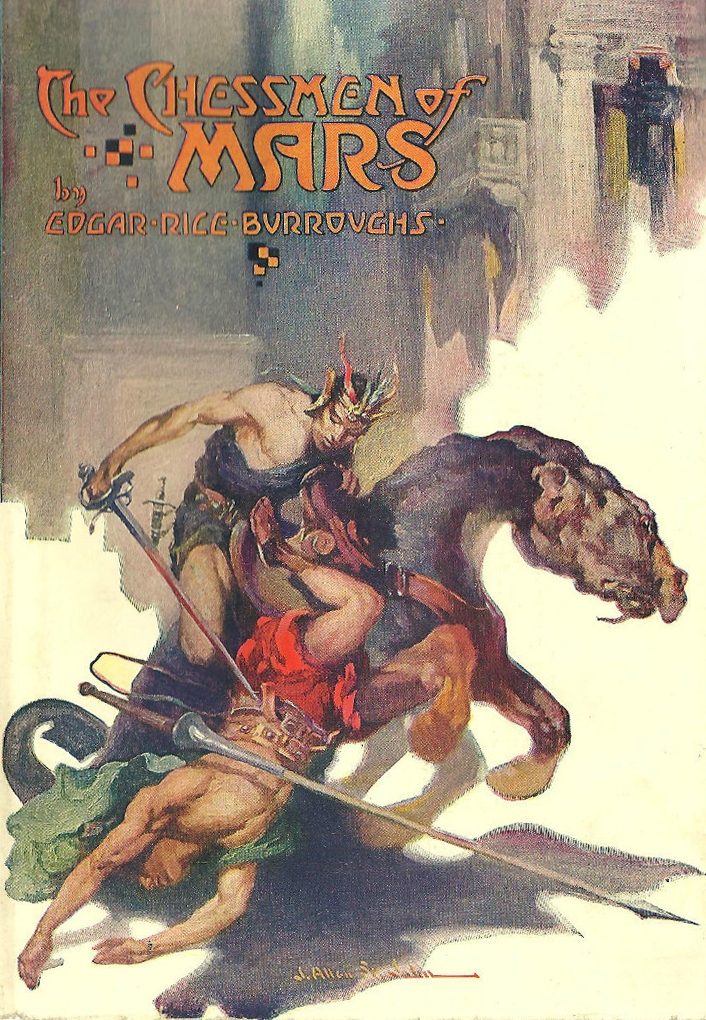
Coperta The Chessmen of Mars de Edgar Rice Burroughs, 1922, artist J. Allen St. John, editura McClurg

### Romane
- Fabrica de absolut de Karel Čapek
- The Chessmen of Mars de Edgar Rice Burroughs
- Die Inseln der Weisheit de Alexander Moszkowski

## Teatru
- Rețeta Makropolus (Věc Makropulos) de Karel Čapek

## Filme
| Titlu                                  | Regizor                             | Distribuție                                                   | Țara                       | Sub-Gen /Note |
| -------------------------------------- | ----------------------------------- | ------------------------------------------------------------- | -------------------------- | ------------- |
| The Man from Beyond                    | Burton L. King                      | Harry Houdini, Arthur Maude, Albert Tavernier, Erwin Connelly | Statele Unite ale Americii | [ 2 ]         |
| Parema – Das Wesen aus der Sternenwelt | Mano Ziffer-Teschenbruck            |                                                               |                            |               |
| The Man from M.A.R.S.                  | Roy William Neill                   |                                                               |                            |               |
| The Young Diana                        | Albert Capellani, Robert G. Vignola |                                                               |                            |               |
|                                        |                                     |                                                               |                            |               |